# Sistema alfanumérico
El sistema numérico en base 36 se llama sistema alfanumérico y utiliza para su representación los símbolos 0, 1, 2, 3, 4, 5, 6, 7, 8, 9, A, B, C, D, E, F, G, H, I, J, K, L, M, N, O, P, Q, R, S, T, U, V, W, X, Y, Z (las letras pueden ser mayúsculas o minúsculas). Recibe este nombre dado que los símbolos que utiliza para su representación concuerdan con la definición computacional tradicional de carácter alfanumérico; hay que tener presente que los caracteres alfabéticos utilizados corresponden al alfabeto latino de la lengua inglesa.
El sistema alfanumérico, en el contexto de la informática, no es una buena alternativa respecto de sistemas como el binario, el hexadecimal o cualquier otro en base {\displaystyle 2^{n}}. Esto se debe a que una palabra de cierto tamaño {\displaystyle n} puede tener un manejo más intuitivo por los humanos si se escribe en base {\displaystyle 2^{n}} o bien usando varias bases {\displaystyle 2^{m}} tales que su producto sea {\displaystyle 2^{n}}. Así, la palabra (1111)2 puede ser sintetizada como (F)16 usando solo un carácter hexadecimal. Claramente, no existe {\displaystyle n} natural que permita que {\displaystyle 2^{n}=36}, por lo que el sistema alfanumérico no puede usarse para este propósito. Por otro lado, el sistema alfanumérico puede ser una alternativa respecto de otros sistemas de bases menores a la hora de numerar o identificar los objetos de un conjunto, ya que una misma cantidad se puede representar con una cadena de símbolos más corta. Un ejemplo de esto puede ser su uso en la asignación de números de patente - ignorando la supresión de ciertos símbolos o palabras a causa de motivos visuales o de otra índole - u otro tipo de palabra alfanumérica identificatoria a un objeto cualquiera. De este modo, el número de patente asignado a un vehículo puede ser (RT5183)36 en lugar de su equivalente decimal más largo y difícil de memorizar (1681530483)10.El principio anterior puede extenderse, utilizando otros sistemas como el base64, pero que pueden resultar menos intuitivos de emplear por humanos debido a la existencia simultánea de caracteres alfabéticos mayúsculos o minúsculos y otros caracteres de relleno cuando la cantidad de caracteres alfabéticos es insuficiente.
| Decimal | Binario | Hexadecimal | Alfanumérico |
| ------- | ------- | ----------- | ------------ |
| 0       | 0       | 0           | 0            |
| 1       | 1       | 1           | 1            |
| 2       | 10      | 2           | 2            |
| 3       | 11      | 3           | 3            |
| 4       | 100     | 4           | 4            |
| 5       | 101     | 5           | 5            |
| 6       | 110     | 6           | 6            |
| 7       | 111     | 7           | 7            |
| 8       | 1000    | 8           | 8            |
| 9       | 1001    | 9           | 9            |
| 10      | 1010    | A           | A            |
| 11      | 1011    | B           | B            |
| 12      | 1100    | C           | C            |
| 13      | 1101    | D           | D            |
| 14      | 1110    | E           | E            |
| 15      | 1111    | F           | F            |
| 16      | 10000   | 10          | G            |
| 17      | 10001   | 11          | H            |
| 18      | 10010   | 12          | I            |
| 19      | 10011   | 13          | J            |
| 20      | 10100   | 14          | K            |
| 21      | 10101   | 15          | L            |
| 22      | 10110   | 16          | M            |
| 23      | 10111   | 17          | N            |
| 24      | 11000   | 18          | O            |
| 25      | 11001   | 19          | P            |
| 26      | 11010   | 1A          | Q            |
| 27      | 11011   | 1B          | R            |
| 28      | 11100   | 1C          | S            |
| 29      | 11101   | 1D          | T            |
| 30      | 11110   | 1E          | U            |
| 31      | 11111   | 1F          | V            |
| 32      | 100000  | 20          | W            |
| 33      | 100001  | 21          | X            |
| 34      | 100010  | 22          | Y            |
| 35      | 100011  | 23          | Z            |